# Вардино (Грчка)
Вардино (грч. Λιμνότοπος, Лимнотопос) је насељено место у општини Пеонија у периферији Средишња Македонија, Грчка. Према попису из 2021. године било је 57 становника.
Према бугарском географу и историчару, Василу Канчову, у Вардину је 1900. године живело 60 Словена хришћана. Године 1913. словенско становништво је расељено по другим селима, а на њихово место досељене су две грчке породице, а касније још неколико. Село је 1920. године имало 79 житеља. Од 1923. до 1924. године насељене су и друге грчке породице из Турске. На попису из 1928. године Вардино је имало 248 становника.